# Sendim (Tabuaço)
Sendim es una freguesia portuguesa del concelho de Tabuaço, con 21,75 km² de superficie y 867 habitantes (2001). Su densidad de población es de 39,9 hab/km².